# جيري فانيك
جيري فانيك (بالتشيكية: Jiří Vaněk)‏ هو لاعب كرة مضرب تشيكي.

## وصلات خارجية
- جيري فانيك على موقع رابطة محترفي التنس (الإنجليزية)
- جيري فانيك على موقع الاتحاد الدولي لكرة المضرب (الإنجليزية)
- جيري فانيك على موقع خلاصة التنس.كوم (الإنجليزية)
- جيري فانيك على موقع أوليمبيديا (الإنجليزية)
- جيري فانيك على موقع اللجنة الأولمبية التشيكية (التشيكية)
- نتائج أخر مباريات اللاعب
- تاريخ تصنيف اللاعب